# تشارلز بي. ماكليلاند
تشارلز بي. ماكليلاند هو قاضي وسياسي أمريكي، ولد في 19 ديسمبر 1854 في Glenluce ‏ في المملكة المتحدة، وتوفي في 6 يونيو 1944 في دوبز فيري في الولايات المتحدة. انتخب عضو جمعية ولاية نيويورك ‏ وانتخب عضو مجلس ولاية نيويورك ‏.